# Machimus notatus
Machimus notatus là một loài ruồi trong họ Asilidae. Machimus notatus được Wiedemann miêu tả năm 1828.